# Вероника крошечная
Веро́ника кро́шечная, или Веро́ника ма́ленькая (лат. Veronica pusilla) — однолетнее травянистое растение, вид рода Вероника (Veronica) семейства Подорожниковые (Plantaginaceae).

## Ботаническое описание
Однолетние растение, в верхней части опушённое короткими, простыми, рассеянными волосками или голое. Корни тонкие.
Стебли 2—12(20) см высотой, нитевидные, почти простые или ветвистые в нижней части.
Листья супротивные 3—5(8) мм длиной, 1—2,5(3) мм шириной, цельные, продолговатые, продолговато-яйцевидные или ланцетные, цельнокрайные, по краю железистореснитчатые или голые, суженные к основанию, почти сидячие, нижние на черешках 1—2 мм длиной, на верхушке тупые. Нижние листья большей частью увядающие. Прицветные листья продолговатые, суженные к основанию и расширенные к верхушке, верхние почти линейные, равные цветоножкам или короче их, по краю, преимущественно к основанию с волосками.
Кисти малоцветковые, короткие или быть может удлинённые, рыхлые, при плодоношении с расставленными плодами. Цветки одиночные в пазухах листьев. Цветоножки короче листьев, изогнуто отклонённые при плодах, в 1,5—3 длиннее чашечки и прицветников, с железистыми, отклонёнными, рассеянными волосками. Чашечка почти до основания рассечённая, голая или железистореснитчатая, с четырьмя линейно-, продолговато-ланцетными или продолговато-яйцевидными, тупыми или туповатыми долями с одной или тремя жилками, почти равными цветоножкам; средняя жилка большей частью тёмная, боковые неясные. Венчик корочен чашечки, равен ей или едва превышает её, бледно-голубой.
Коробочка (3)4—5 мм шириной, 3—5 мм длиной, почковидно-обратносердцевидная, почти до половины выемчатая, голая, рассеянножелезистая или только по краю реснитчатая, сплюснутая, двулопастная, сросшаяся на 2/3; лопасти коробочки округло-яйцевидные, расходящиеся; гнёзда с (4)5—8(10) семенами; столбик вдвое короче выемки. Семена плоские или плоско-выпуклые, эллиптические, около 1 мм длиной, 0,5 мм шириной, прикреплённые у основания.
Цветёт в апреле—июне.

## Распространение
Территория бывшего СССР: река Урал в районе Орска, верховья Эмбы, пески Большие и Малые Барсуки, верховья реки Ишим, Казахский мелкосопочник, Джунгарский Алатау, Западный Тянь-Шань, Памиро-Алай (река Ягноб, Алайский хребет), Туркмения (Ашхабад), Кавказ (высокогорья Малого Кавказа); Азия: Турция, Ливан, северная часть Ирана, Индия (Гималаи).
Встречается от низменности до высоты 5500 м над уровнем моря.

## Классификация
В пределах вида выделяются два подвида:
- Veronica pusilla subsp. pusilla — Западная и Средняя Азия, Кавказ, Индия
- Veronica pusilla subsp. erciyasdagi (M.A.Fisch.) M.A.Fisch. — Турция